# SC Hakoah Berlin
SC Hakoah Berlin (celým názvem: Sportclub Hakoah Berlin) byl německý sportovní klub, který sídlil v berlínském městském obvodu Mitte. Jednalo se o sportovní organizaci židovské komunity ve městě. Klubové barvy byly modrá a bílá.
Založen byl v roce 1905. V roce 1933 byla klubu pozastavena činnost a to z důvodu nástupu nacistického režimu v zemi. Konečné zrušení nacistickými úřady přišlo v roce 1938. Obnovení se organizace dočkala s podporou okupačních úřadů v roce 1945. V roce 1953 byl přejmenován na SpVgg. Vineta 05 Berlin, čímž byla vypuštěna upomínka židovského původu klubu z názvu. Zanikl v roce 1972 po fúzi s SC Corso 99 do nově vytvořeného SV Corso 99/Vineta Berlin.
Své domácí zápasy odehrával na Grunewald-Sportplatz im Jagen.

## Historické názvy
Zdroj: 
- 1905 – SC Hakoah Berlin (Sportclub Hakoah Berlin)
- 1929 – fúze s Bar Kochba Berlin ⇒ název nezměněn
- 1933 – pozastavena činnost
- 1938 – zánik
- 1945 – obnovena činnost pod názvem SC Hakoah Berlin (Sportclub Hakoah Berlin)
- 1953 – SpVgg. Vineta 05 Berlin (Sportvereinigung Vineta 05 Berlin)
- 1972 – fúze s SC Corso 99 ⇒ SV Corso 99/Vineta Berlin
- 1972 – zánik

## Umístění v jednotlivých sezonách
Stručný přehled
Zdroj: 
- 1947–1948: Amateurliga Berlin – sk. A
- 1948–1949: Amateurliga Berlin – sk. C
- 1949–1950: Amateurliga Berlin – sk. A
- 1950–1951: Amateurliga Berlin

Jednotlivé ročníky
Zdroj: 
Legenda: Z - zápasy, V - výhry, R - remízy, P - porážky, VG - vstřelené góly, OG - obdržené góly, +/- - rozdíl skóre, B - body, zlaté podbarvení - 1. místo, stříbrné podbarvení - 2. místo, bronzové podbarvení - 3. místo, červené podbarvení - sestup, zelené podbarvení - postup, fialové podbarvení - reorganizace, změna skupiny či soutěže
| Berlínská okupační zóna (1947 – 1949) |                            |        |    |     |     |     |    |    |     |    |        |
| Sezóny                                | Liga                       | Úroveň | Z  | V   | R   | P   | VG | OG | +/- | B  | Pozice |
| 1947/48                               | Amateurliga Berlin – sk. A | 2      | 20 | ... | ... | ... | 23 | 62 | -39 | 10 | 10.    |
| 1948/49                               | Amateurliga Berlin – sk. C | 2      | 18 | ... | ... | ... | 47 | 37 | +10 | 20 | 4.     |
| Německo (1949 – 1951)                 |                            |        |    |     |     |     |    |    |     |    |        |
| Sezóny                                | Liga                       | Úroveň | Z  | V   | R   | P   | VG | OG | +/- | B  | Pozice |
| 1949/50                               | Amateurliga Berlin – sk. A | 2      | 22 | ... | ... | ... | 41 | 52 | -11 | 19 | 7.     |
| 1950/51                               | Amateurliga Berlin         | 2      | 22 | ... | ... | ... | 23 | 79 | -56 | 3  | 12.    |